# Rockland (Wisconsin)
Rockland es una villa ubicada en el condado de La Crosse en el estado estadounidense de Wisconsin. En el Censo de 2010 tenía una población de 594 habitantes y una densidad poblacional de 392,71 personas por km².

## Geografía
Rockland se encuentra ubicada en las coordenadas 43°54′26″N 90°55′2″O / 43.90722, -90.91722. Según la Oficina del Censo de los Estados Unidos, Rockland tiene una superficie total de 1.51 km², de la cual 1.51 km² corresponden a tierra firme y (0%) 0 km² es agua.

## Demografía
Según el censo de 2010, había 594 personas residiendo en Rockland. La densidad de población era de 392,71 hab./km². De los 594 habitantes, Rockland estaba compuesto por el 93.94% blancos, el 2.02% eran afroamericanos, el 0.51% eran amerindios, el 2.69% eran asiáticos, el 0% eran isleños del Pacífico, el 0.17% eran de otras razas y el 0.67% pertenecían a dos o más razas. Del total de la población el 0.67% eran hispanos o latinos de cualquier raza.